# Balconete
Balconete es una localidad española del municipio de Brihuega, perteneciente a la provincia de Guadalajara, en la comunidad autónoma de Castilla-La Mancha.

## Historia
Balconete fue aldea del común de villa y tierra de Guadalajara durante gran parte de la Edad Media. En 1428, Juan II de Castilla desgajó Balconete y otras once aldeas del común de Guadalajara y las donó en señorío a su hermana la infanta doña Catalina y su esposo Enrique de Aragón. Dos años después, tras ser despojados de ella y tras la guerra entre Aragón y Castilla, Balconete fue donada al marqués de Santillana, y sus herederos, los marqueses de Mondéjar, ejercieron el señorío sobre ella hasta el siglo XIX. 
A mediados del siglo XIX, la villa tenía contabilizada una población de 290 habitantes. Aparece descrita en el tercer volumen del Diccionario geográfico-estadístico-histórico de España y sus posesiones de Ultramar de Pascual Madoz de la siguiente manera:

BALCONETE : v. con ayunt. de la prov. de Guadalajara (6 leg.), partido jud. de Brihuega (3), aud. terr. de Madrid (16) dióc. de Toledo (26), c. g. de Castilla la Nueva: sit. en la ladera de un cerro llamado Cuesta de Sta. Bárbara al frente de una vega, resguardada del viento SO. por el citado cerro, y ventilado de los demas: sus enfermedades mas comunes son pulmonías: tiene 90 casas de 2 pisos en lo general y de 8 varas de altura , con buena distribucion interior que forman 1 plaza y varias calles cómodas y bien empedradas ; hay casa de ayunt. con balconage de hierro, pósito con 80 fan. de trigo, escuela elemental completa para niños con 1,400 rs. de dotacion, y asisten 30; igl. parr. con el titulo de Ntra. Sra. de la Zarza, de curato de oposición y provision ordinaria: en el interior de esta igl. hay una hermosa capilla dedicada á la Purísima Concepción, que fue dedicada en el año 1733: unido á la parr. está el cementerio que no perjudica á la salubridad, y en los afueras 3 ermitas con título de la Soledad, Sto. Cristo de la Agonía y Virgen de los Angeles, y 3 fuentes públicas abundantes de aguas buenas, de las cuales se surten los hab. para lodos sus usos y para los ganados. Confina el térm. por N. con el de Archilla á 1/4 leg de dist.; E. Yelamos de Arriba y Romancos á 3/4; S. Yelamos de Abajo é Iruesle á igual dist, y O. Valfermoso de Tajuña á 1 leg., con 14,116 fan. de cabida, de las cuales se cultivan 8,000, y se hallan 1,200 en la Vega al frente del pueblo, que son de tierra fértil, y las demas de segunda y tercera calidad. El terreno participa de monte y llano, ocupando el 1.º las laderas de Valdelobo, Almendra, Valdemanrique, y la Tinada, formados en cuestas y cord. cubiertas de roble y carrasca, sit. al rededor de la pobl. con terreno flojo y pedregoso: le baña un arroyo llamado Arropenado que marcha de E. á O. á 1/4 leg. de la v. á unirse al r. Tajuña; sus aguas sirven para el riego de la Vega y dan impulso á 1 molino harinero: los caminos son comunales, de herradura y en buen estado: se recibe el correo en la estafeta de Budia los miércoles y sábados: prod. aceite, trigo; se mantienen 800 cab. de ganado lanar, 400 de cabrio, 50 yuntas de labor, y 60 caballerías menores; se cria bastante caza menor y animales dañinos: ind. un molino harinero y otro de aceite: comercio: la esportacion de este último fruto é importacion de granos y demás géneros de que se carece: pobl. 74 vec., 290 alm.: cap. prod. 704,500 rs.: imp. 77,500: contr. 6,321 rs. 21 mrs: presupuesto municipal 4,000 y se cubre con 800 rs. de un horno de poya; 1,000 de una posada; 1,000 del molino harinero; 1,800 del molino de aceite; 180 de la tienda de abacería, y 600 por pastos comunes: este pueblo fué del señ. del marqués de Salvatierra que cobraba todas las alcabalas y la sesta parte de los diezmos.
(Madoz, 1846, p. 323)

La localidad tuvo ayuntamiento propio hasta 1970, fecha en que fue anexionada al municipio de Brihuega por falta de población suficiente.

## Demografía
| Gráfica de evolución demográfica de Balconete entre 1842 y 1960 |
| |
| Población de derecho según los censos de población del INE Población de hecho según los censos de población del INEEntre el censo de 1970 y el anterior, este municipio desaparece porque se integra en el municipio Brihuega |